# 地安门东大街
39°56′01″N 116°24′09″E / 39.9335229°N 116.4025319°E
地安门东大街是位于中国北京市东城区西北部的一条大街。

## 简介
地安门东大街东起交道口南大街，西至地安门外大街。因位于地安门东侧而得名，是沟通北京内城东、西的交通要道。此街在明朝已出现，但无名称。清朝乾隆十五年《乾隆京城全图》中，与今张自忠路（当时叫铁狮子胡同）衔接的段落称“宽街”（大致为现状东黄城根北街北口至美术馆后街北口一段）。清朝末年，以地安门为基准，以西的街叫“西皇城根”，以东的街叫“东皇城根”。民国三十六年（1947年）北平市图中，二者统称“皇城根”。1965年，将宽街并入，定名“地安门东大街”。文化大革命中，一度改称“工农兵东大街”。后复名为“地安门东大街”。
1999年，拓建平安大街，地安门东大街随之拓宽改建，成为平安大街的组成部分。
北京地铁6号线和8号线在地安门东大街下方南北两侧与之大致并行，设置南锣鼓巷站。